# Essity
Essity AB — производитель товаров для гигиены и здоровья, с штаб-квартирой в Стокгольме, Швеция, продукция которой представлена в 150 странах мира. Была образована в 2017 году путем выделения из материнской компании SCA направления санитарно-гигиенических изделий (СГИ). Название образовано от слов «essentials» и «necessities».

## История
Essity раньше являлась частью SCA Group.

#### История деятельности подразделения SCA
SCA была основана в 1929 как лесоперерабатывающая компания.
В 1975 SCA поглотила компанию Mölnlycke AB, западноевропейского производителя товаров гигиены.
В 1995 году была приобретена немецкая компания PWA, Papierwerke Waldhof-Aschaffenburg.
В 2001 приобретено подразделение Wisconsin Tissue американской компании Georgia-Pacific Tissue.
В 2004 SCA приобрела направление СГИ новозеландской фирмы Carter Holt Harvey входящей в International Paper.
В 2007, Procter & Gamble продала свой европейский бизнес в сфере СГИ компании SCA за €512 миллионов ($672 миллионов).
В июле 2012, приобрела бизнес СГИ компании Georgia Pacific на территории EMEA. Сумма сделки составила 1,32 миллиарда евро.
В 2013 SCA стала крупнейшим акционером китайского производителя СГИ Vinda.
В 2015 SCA стала крупнейшим производителем тиссью в мире.
В 2017 году SCA поглотила компанию BSN medical.

#### История деятельности независимой компании
В 2017 году Essity стала самостоятельной компанией, получившей от SCA бизнес недавно приобретённой BSN medical и всего направления СГИ.
В 2019 перестала производить продукцию для детей в Турции, продав свою 50 % долю акций в SCA Yildiz. Начата модернизация производства на заводе в Мангейме (Германия) для использования соломы в качестве сырья. Начато партнерство с Unicef в Мексике. Закрыт перерабатывающий завод в Бельмонте, США.
В 2020 году вышла из состава акционеров производителя и продавца СГИ Sancella Tunisia, продав всю свою долю в 49 % акций.
в 2021 году приобрела 45,8 % акций колумбийского производителя СГИ Productos Familia S.A., доведя свою долю до 95,8 %

#### История деятельности в России

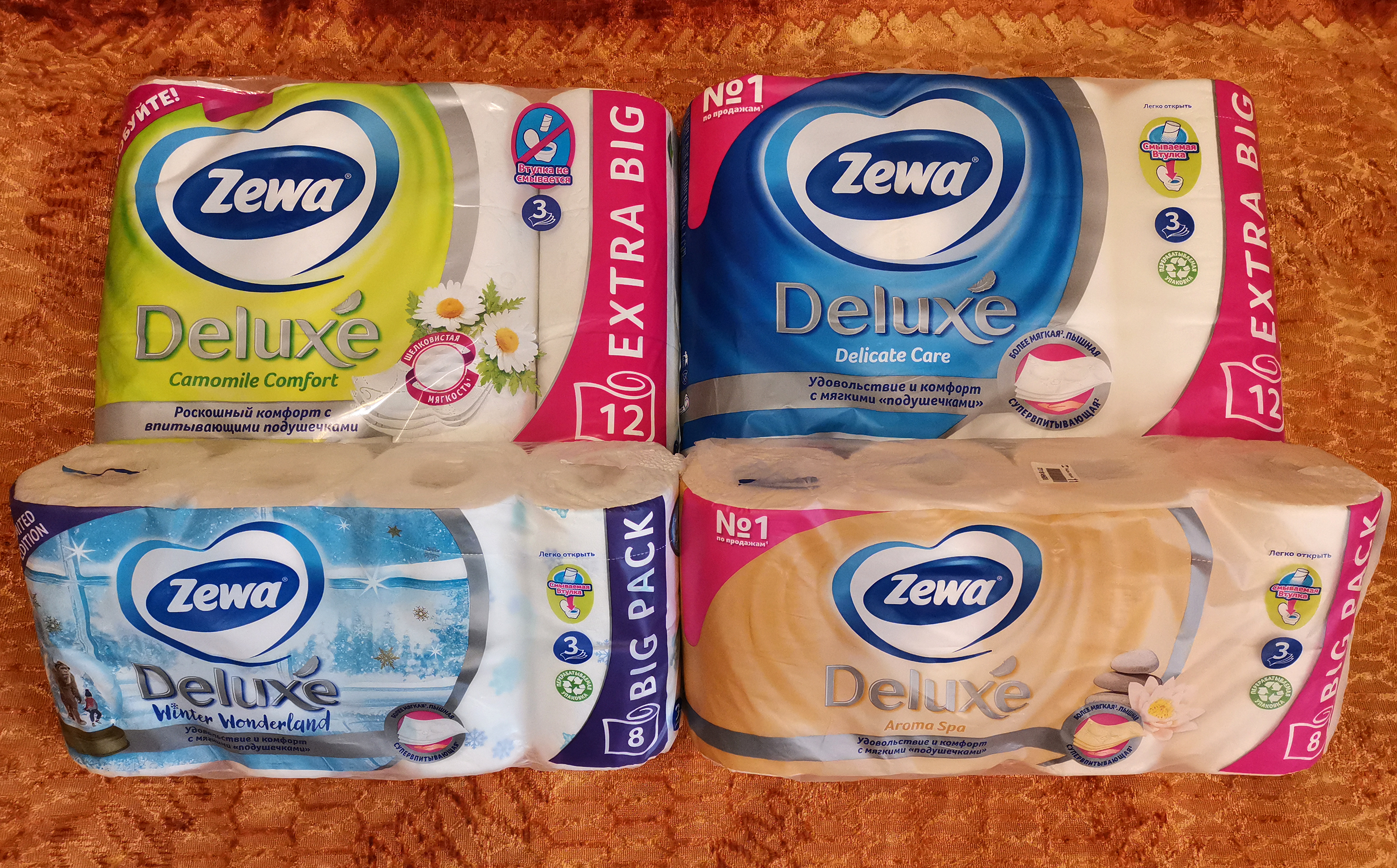
Российская продукция Zewa

На российский рынок продукция напрямую начала поставляться в 1994 году. В 1998 году была выкуплена фабрика по производству СГИ в Светогорске, в Ленинградской области. На этом предприятии производятся изделия под марками Zewa и Tork.
В 2010 году были открыты ещё два завода. В городе Советске Тульской области для производства ассортимента брендов Zewa и Tork. В городе Венёв Тульской области для производства продукции под брендами Libero, TENA и Libresse.
29 января 2019 года юридическое лицо ООО «ЭсСиЭй Хайджин Продактс Раша» было переименовано на ООО «Эссити».
В 2020-м году в России у компании было 1300 сотрудников.
В 2021 году продажи на российском рынке составили 2 % общемировых продаж компании Essity.
В марте 2022 года часть заводов компании в России были временно остановлены, компания понесла убытки в размере 136,5 миллионов евро
В апреле 2022 года компания заявила, что запущен процесс выхода с российского рынка.
С марта по декабрь 2022 года компания Essity в максимальной степени локализовала производство более 70 артикулов бумажной гигиенической продукции брендов Tork и Zewa, которое теперь минимально зависит от поставок импортного сырья.
В июне 2023 года компания Essity объявила о прекращении деятельности в России. Подписано соглашение о продаже активов на территории России, получено одобрение сделки от российских властей. Активы приобрело ООО «Новые технологии» Игоря Шилова.

## Положение на рынке
Компания производит продукцию по трем направлениям:
- Средства личной гигиены (женская гигиена, товары медицинского назначения и т. д.). Производство организовано на 35 площадках в 25 странах[18].
- Потребительская бумажная продукция (туалетная бумага, бумажные полотенца и т. д.). Компания является вторым по размеру поставщиком данной продукции в мире в 2020 году. Товары этой категории производят на 44 заводах в 18 странах. Является крупнейшим поставщиком продукции на территории Европы, а также Китая и Колумбии[19]
- Средства профессиональной гигиены (гигиенические товары для мест общего пользования). Essity является крупнейшим производителем в этом сегмента в Европе и вторыми в Северной Америке. Продукция изготавливается на 43 производствах в 20 странах[20].

Объём продаж составил в 2019 году около 12,2 миллиардов евро.

### Основные бренды

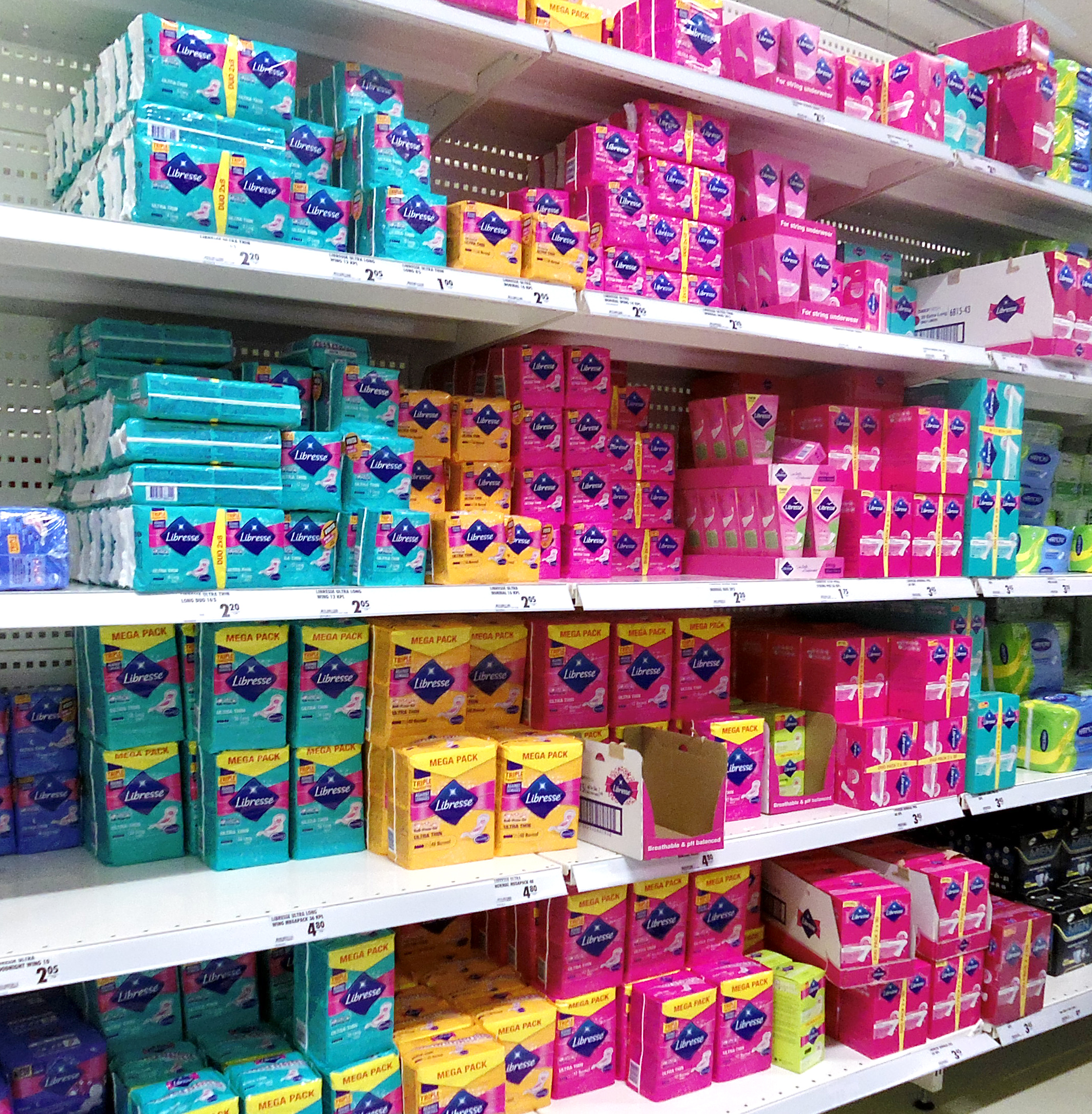

### Основные бренды[10][22][23]

#### Средства личной гигиены
- TENA (в том числе на российском рынке)
- Libresse (в том числе на российском рынке)
- Libero (в том числе на российском рынке)

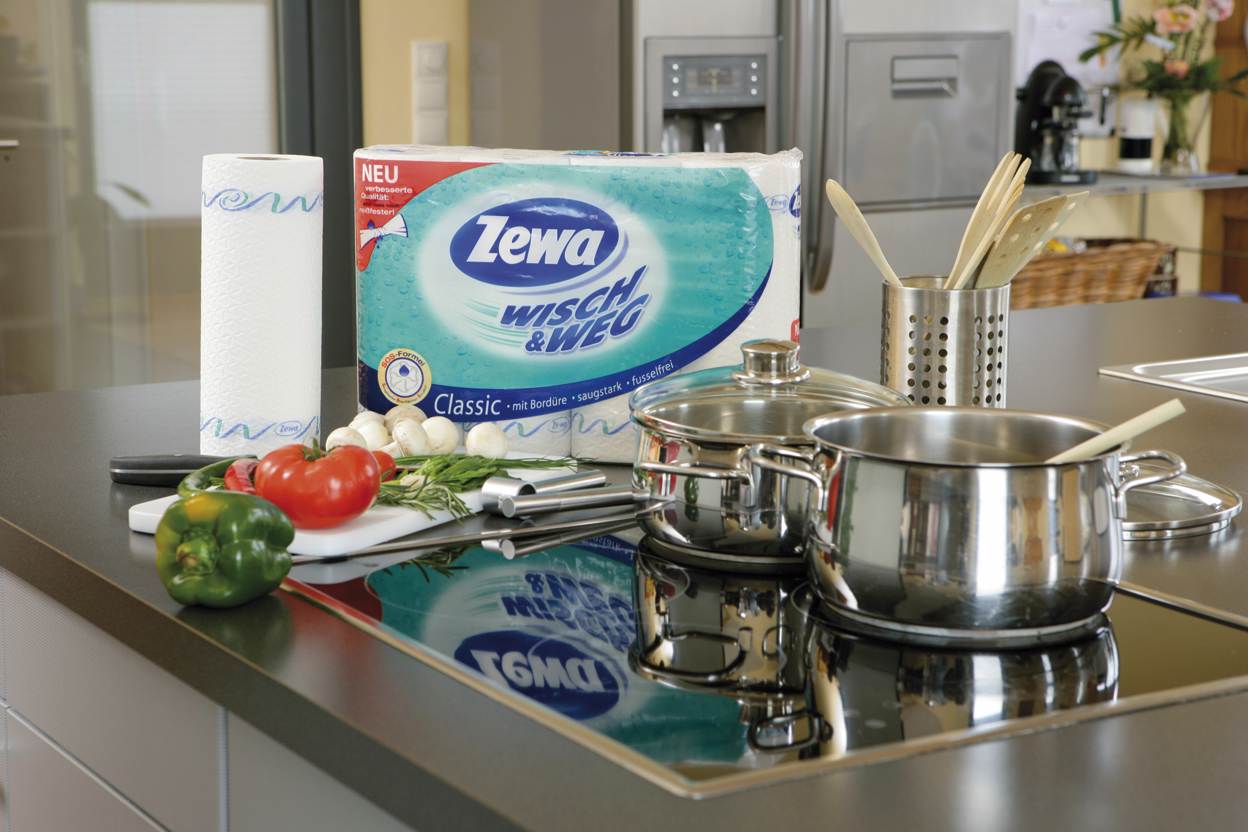

- Saba
- JOBST
- Leukoplast
- Tom organic

#### Потребительская бумажная продукция
- Zewa (в том числе на российском рынке)
- Cushelle (Великобритания)
- Edet (страны Бенилюкс)
- Lotus (северная Европа и Франция)
- Colhogar (Испания и Португалия)
- Plenty (Ирландия, Австрия, Швейцария, Великобритания)

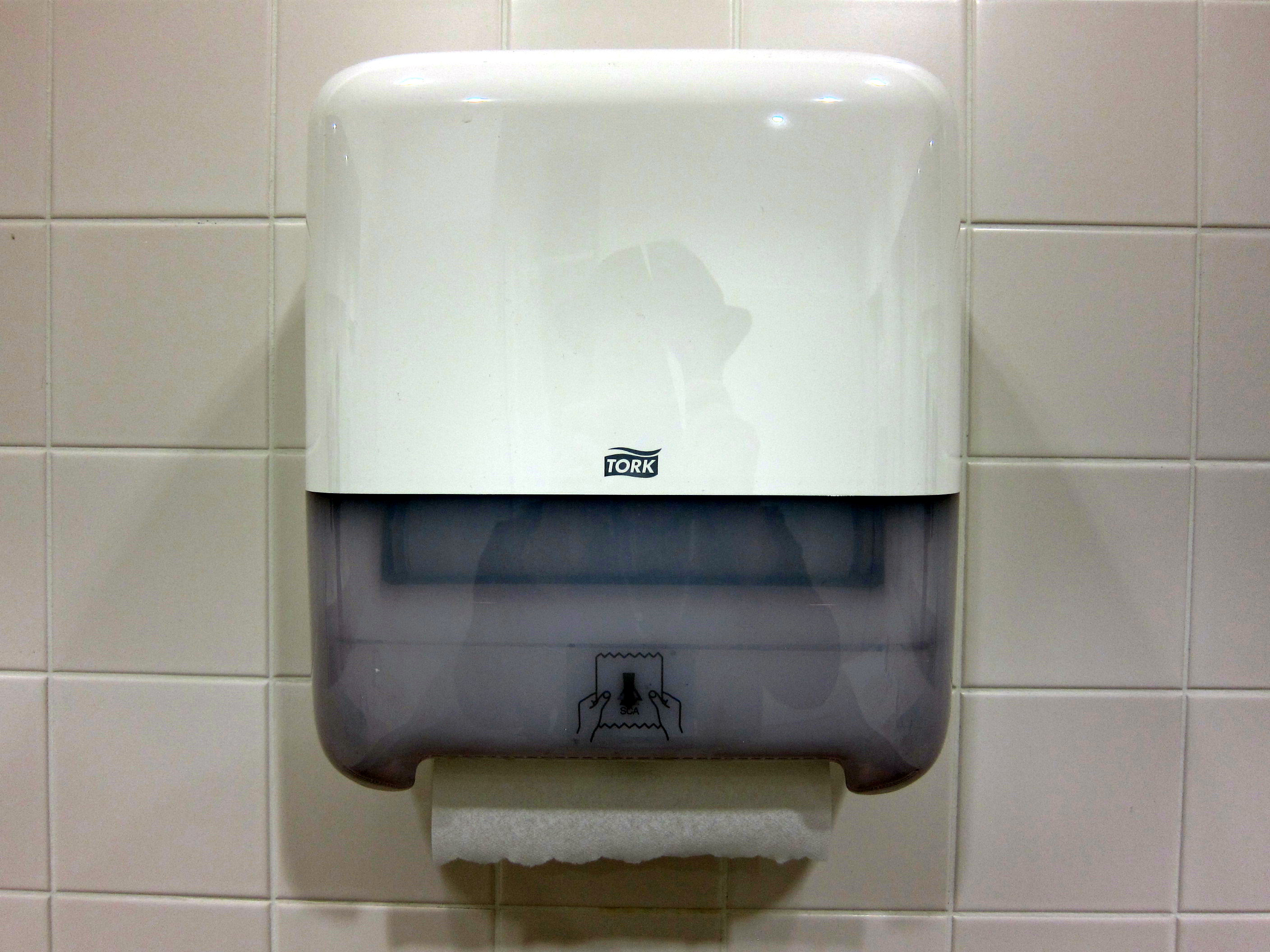

- Familia (Латинская Америка)
- Regio (Мексика)
- Vinda (Китай)
- Tempo (Европа)
- Okay (Франция и Бельгия)

#### Средства профессиональной гигиены
- Tork (в том числе на российском рынке)

## Экологическая и социальная повестка
- В 2018 году была принята программа по разработке плана по сокращению выбросов.[24]
- Компанию включена в списки Dow Jones Sustainability World Index и Sustainability Europe Index.[25]
- Essity принимает участие в программе «New Plastics Economy» организации Ellen MacArthur Foundation[26] и гарантирует, что 85 % товарной упаковки будет производиться из возобновляемых или перерабатываемых материалов.[27]

## Критика
Компания в составе SCA подвергалась критике Greenpeace за безответственное ведение бизнеса, что вело к уничтожению оставшихся диких лесов Швеции.
В августе 2022 года компания подверглась критике за попытку отсудить издержки, понесенные в результате забастовки, с рабочих, её устроивших. Забастовка длилась более месяца на заводе компании в городе Kawerau, Новая Зеландия